# Aporophyla svenssoni
Aporophyla svenssoni là một loài bướm đêm trong họ Noctuidae.